# Пенькош, Анна
Анна Пенькош (род. 30 декабря 1976, Варшава) — польский государственный служащий и дипломат, работала послом на Кубе в 2015—2020 годы.

## Жизнь
Пенькош окончила факультет политологии Силезского университета в Катовице, а также романистику в Университете Марии Склодовской-Кюри. Она также училась в Польской дипломатической академии.
В 2002 году она поступила на работу в Министерство иностранных дел. С 2004 года работала в Департаменте Северной и Южной Америки в должности куратора по связям с МЕРКОСУР. С 2006 по 2010 год она работала в посольстве в Каракасе, Венесуэла, в течение года исполняя обязанности поверенного в делах. С 2010 по 2012 год возглавляла политико-экономический отдел в Гаване, Куба. С 2012 года вернулась в Департамент Америк, отвечая за отношения Европейского Союза с Латинской Америкой и Карибским бассейном.
В январе 2015 года Пенькош была назначена послом Польши на Кубе. Она вошла в офис 12 марта 2015 года и в течение двух недель вручила верительные грамоты. Срок её полномочий истек 15 ноября 2020 года.
Помимо польского, Пенькош говорит на английском, испанском и французском языках.